# Flask
Flask ist ein in Python geschriebenes Webframework. Sein Fokus liegt auf Erweiterbarkeit und guter Dokumentation. Die einzigen Softwareabhängigkeiten (engl. dependency) sind Jinja2, eine Template-Engine, und Werkzeug, eine Softwarebibliothek zum Erstellen von WSGI-Anwendungen.

## Geschichte
Die Entwicklung von Flask begann 2010 als Aprilscherz unter dem Namen "Denied". Aufgrund der überraschend großen Anzahl an positiven Rückmeldungen startete der österreichische Softwareentwickler Armin Ronacher das Projekt "Flask".

## Funktionsweise
Flask kommuniziert über die WSGI-Schnittstelle, derzeit die aktuelle Entwicklung für die Kommunikation zwischen Webserver und Webanwendungen im Python-Umfeld. Für Testzwecke und während der Entwicklung kann der von Flask mitgelieferte Webserver verwendet werden.
Im Gegensatz zu anderen Frameworks, wie zum Beispiel Django oder Web2py, stellt Flask keine Komponenten zur Verfügung, für die bereits Lösungen existieren, sondern erlaubt es, bestehende Bibliotheken einfach zu integrieren. Dadurch kann die Kernfunktionalität von Flask einfach und minimal gehalten werden. Es existieren Erweiterungen für die meisten gängigen Funktionen, wie zum Beispiel:
- Handhabung von Authentifizierung, Cookies, Sessions
- konfigurierbares Caching
- Internationalisierung
- eine Abstraktionsschicht für Datenbanken, die dynamisch SQL erzeugt (ORM, Object-Relational Mapping)
- Kompatibilität zu vielen Datenbanksystemen (derzeit Informix IDS, Db2, Drizzle, Firebird, SAP MaxDB, Microsoft Access, Microsoft SQL Server, MySQL, Oracle Database, PostgreSQL, SQLite und Sybase ASE, MongoDB)

## Verwendung
Eine Vielzahl von Anwendungen basiert auf Flask. Flask ist mit zahlreichen Platform-as-a-Service-Diensten, wie Google App Engine oder Heroku, kompatibel.

## Beispiel
Der folgende Quelltext stellt eine einfache Webanwendung dar, die auf der Startseite Hallo Welt ausgibt:
```
from
 
flask
 
import
 
Flask

app
 
=
 
Flask
(
__name__
)

@app
.
route
(
"/"
)

def
 
hello
():

    
return
 
"Hallo Welt"

if
 
__name__
 
==
 
"__main__"
:

    
app
.
run
()

```

### Render Template mit Flask
```
from
 
flask
 
import
 
Flask
,
 
render_template

app
 
=
 
Flask
(
__name__
)

@app
.
route
(
"/"
)

def
 
message
():

    
nachricht
 
=
 
"Hallo Welt!"

    
return
 
render_template
(
"index.html"
,
 
nachricht
=
nachricht
)

if
 
__name__
 
==
 
"__main__"
:

    
app
.
run
()

```

#### Jinja im HTML für das Rendertemplate
Der folgende Quelltext wird im Verzeichnis Templates abgelegt.
```
<!DOCTYPE html>

<
html
 
lang
=
"de"
>

<
head
>

    
<
meta
 
charset
=
"UTF-8"
>

    
<
title
>
Nachricht
</
title
>

</
head
>

<
body
>

    
<
p
>
{{ nachricht }}
</
p
>

</
body
>

</
html
>

```